# Juan Carlos Harriott
Juan Carlos Harriott (h) (Coronel Suárez, Buenos Aires, 28 de octubre de 1936-11 de septiembre de 2023), también conocido como El inglés o Juancarlitos para distinguirlo de su padre, fue un jugador de polo argentino. Es considerado como el mejor jugador de polo de todos los tiempos. En 1953 obtuvo su primer gol de hándicap, el mismo año ascendió a 3, llegando a 10 en 1961 y manteniéndolo hasta su retiro en 1980. Posee el récord de haber ganado 20 veces el Abierto de Palermo, 15 veces el Abierto de Hurlingham y 7 veces el Abierto de Tortugas. También posee el récord con su equipo Coronel Suárez de 38 torneos ganados. Ganó la Triple Corona en 4 oportunidades (1972, 1974, 1975 y 1977), 2 de ellas en forma consecutiva. Representando a la Argentina venció en la Copa de las Américas en 1966, 1969, 1979 y 1980; además de ganar la Copa Sesquicentenario de 1966. Obtuvo más de 50 títulos en las grandes copas incluidas en las temporadas oficiales de la AAP. En 1975 y 1976, con el equipo de Villafranca, ganó la Copa de Oro de Sotogrande, España. 
Fue premiado con cinco Olimpias de plata y en 1976 le fue otorgado el Olimpia de oro. En 1980 recibió el Premio Konex de Platino y un Diploma al Mérito por la misma entidad. En 2015 fue incorporado al Salón de la Fama del Polo.

## Biografía

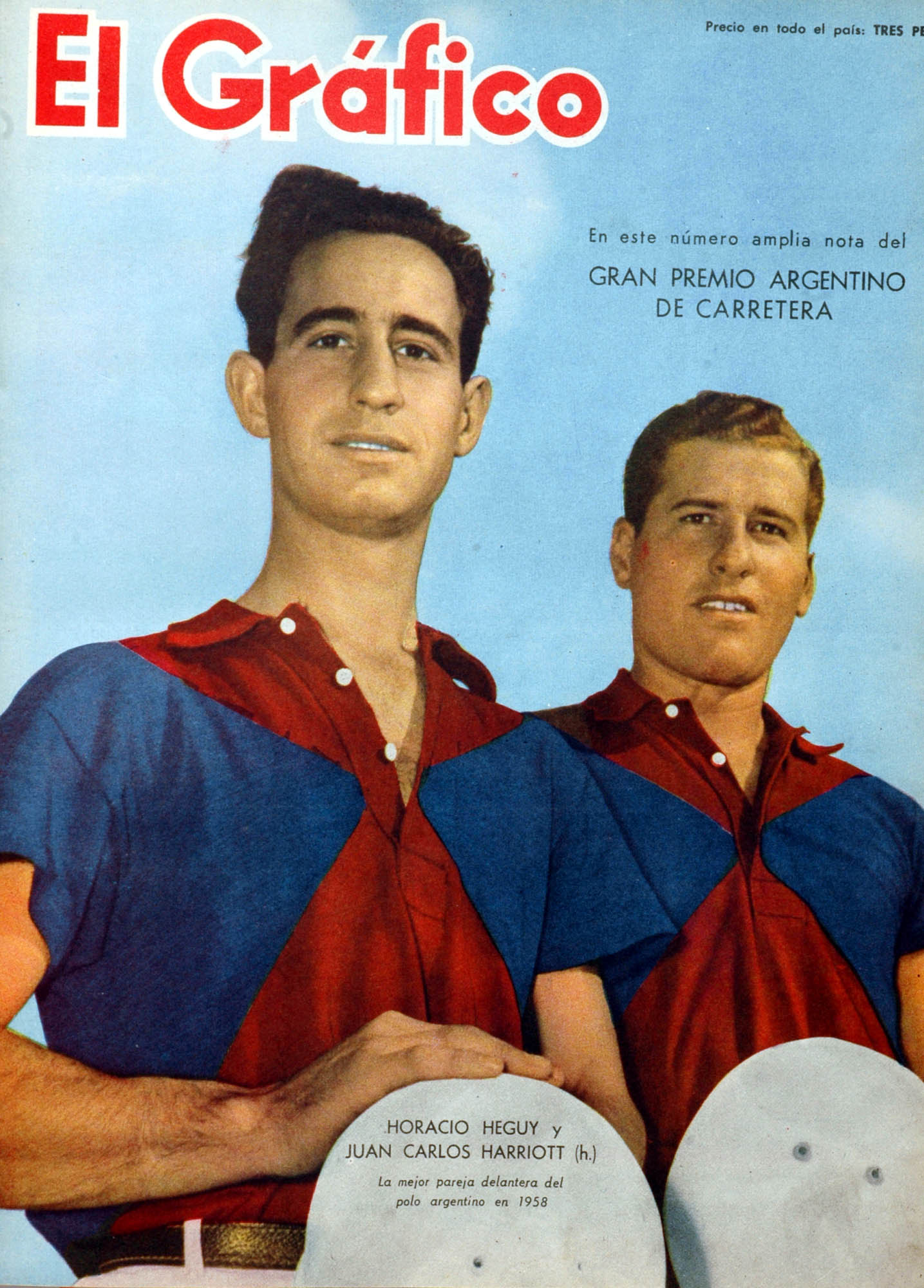
Horacio Heguy y Juan Carlos Harriott en 1958.

Su primer gol de hándicap le fue otorgado en 1953. Ese mismo año ganó la Copa Vargas, para jugadores juveniles.
Entre 1957 y 1964 integró el equipo de Coronel Suárez junto a su padre, Juan Carlos Harriott, ganando 9 de los 10 torneos que se disputaron en ese período. El 20 de diciembre de 1961, a los 25 años, obtuvo el 10 de hándicap, máxima jerarquía del deporte, que mantuvo hasta su retiro.
Entre sus logros deportivos se destacan el haber ganado 20 veces el Campeonato Argentino Abierto de Polo, 4 veces la Copa América de Polo de selecciones, y la Copa Sesquicentenario de 1966, en la que Argentina venció a Estados Unidos y Gran Bretaña.
En 1976 recibió el Premio Olimpia de Oro al deportista más destacado del año y en 1980 recibió el Premio Konex de Platino como el mejor polista de la historia de la Argentina.
Se retiró el 1 de julio de 1980, a los 44 años, y vivió en La Felisa, su estancia ubicada en Coronel Suárez, en el sudoeste de la provincia de Buenos Aires.

## Origen de laGran Willy
El tenista Guillermo Vilas ha declarado que, para crear su golpe la Gran Willy, se inspiró en Juan Carlos Harriott (h), quien en un aviso publicitario de whisky Old Smuggler ejecutaba un backhander (golpe de taco hacia atrás), por entre las patas de su caballo.

## Palmarés
- Campeonato Argentino Abierto de Polo (20): 1957, 1958, 1959, 1961, 1962, 1963, 1964, 1965, 1967, 1968, 1969, 1970, 1971, 1972, 1974, 1975, 1976, 1977, 1978 y 1979.
- Campeonato Abierto de Polo Los Indios-Tortugas (7): 1958 (jugando para Hurlingham con su padre), 1966 (jugando para Tortugas) y luego jugando para Coronel Suárez en 1968, 1972, 1974, 1975 y 1977.
- Campeonato Abierto de Polo del Hurlingham Club (15): 1957, 1961, 1962, 1963, 1964, 1965, 1966, 1967, 1968, 1969, 1971, 1972, 1974, 1975 y 1977.
- Copa Triple Corona (4): 1972, 1974, 1975 y 1977. * Copa de las Américas (4): 1966, 1969, 1979, 1980.
- Copa Sesquicentenario (1): 1966